# スコポレチン
スコポレチン(Scopoletin)は、セイヨウハシリドコロやハシリドコロのようなハシリドコロ属(Scopolia)、チコリー、ハマヨモギの根やまたセイヨウイラクサ、トケイソウ属、ブルンフェルシア属、アメリカカンボク、フウセンアカメガシワ等の根と葉で見られるクマリンである。酢やウイスキー、たんぽぽコーヒー、ヤエヤマアオキ（ノニ）の中に見られることもある。似たようなクマリンにスコパロンがある。

## 配糖体
スコポリンは、スコポレチングルコシルトランスフェラーゼの作用によって生成されるスコポレチンの配糖体である。